# Verbascum barnadesii
Verbascum barnadesii é uma espécie de planta com flor pertencente à família Scrophulariaceae. 
A autoridade científica da espécie é Vahl, tendo sido publicada em Symb. Bot. 2: 39 (1791).
Pertence ao tipo fisionómico dos hemicriptófitos.
É uma planta herbácea perene, hemicriptófita, bienal e glandular-pubescente. 
Os talos podem ascender até aos 180 centímetros de altura, são lisos, com pêlos glandulíferos curtos, às vezes subsésseis  e por alguns tectores simples, mas compridos de cor pardacenta-avermelhada. 
As folhas são alternas, numerosas e lanceoladas, com numerosos lóbulos, também eles lanceolados, desiguais e irregularmente dentados, glabras na face e no reverso contam com pêlos tectores simples na nervura. 
Flores solitárias em cada bráctea, amarelas com mancha roixa-escura (atropurpúrea) na base da corola.
Distingue-se do Verbascum virgatum por este ter pedicelos bastante curtos, por sinal, mais curtos do que cálice das flores, ao passo que o verdascum bernadesii os tem bastante compridos e indiscutívelmente mais maiores do que os cálices.
Em termos de naturalidade é endémica da Península Ibérica.

## Portugal
Trata-se de uma espécie presente no território português, nomeadamente em Portugal Continental, mais concretamente, nas zonas do Centro-leste de campina,  Centro-sul miocénico, do Sudeste setentrional e do Sudeste meridional.

## Habitat e ecologia
É uma espécie ripícola, capaz de prosperar tanto em courelas agricultadas, como em ermos sáfaros.
Encontram-se populações em veigas, charneca, escarpas, clareiras de bosques, ao pé de estradas, geralmente privilegiando os solos ácidos e arneiros.

## Protecção
Não se encontra protegida por legislação portuguesa ou da Comunidade Europeia.